# Bezgrješno začeće Blažene Djevice Marije
Bezgrješno začeće Blažene Djevice Marije (lat. Immaculata Conceptio Beatae Virginis Mariae), katolička je dogma koja tumači da je jedinstvenom Božjom povlasticom Blažena Djevica Marija očuvana od svake mrlje istočnoga grijeha od trenutka svojega začeća. Također, Marija nije bila lišena milosti posvetne, već je, puna milosti dobivenih od Boga i živjela život posve bez grijeha. Ujedno je i svetkovina, koja se slavi 8. prosinca, u razdoblju Došašća.

## Tumačenje
Definiciju dogme dao je papa Pio IX. u poslanici Ineffabilis Deus 1854.:
»Posebnom milošću i povlasticom svemogućeg Boga, zbog predviđenih zasluga Isusa Krista, Spasitelja ljudskog roda, blažena Djevica Marija bila je izuzeta od svake ljage istočnoga grijeha.«
Često se zamjenjuje s doktrinom o Marijinu začeću Isusa po Duhu Svetom, no radi se o dvjema različitim događajima. Prema dogmi, Marija je začeta na normalni biološki način, ali njezinu je dušu Bog stvorio u trenutku njezina začeća.
Katekizam o Bezgrešnomu začeću naučava u člancima od 490. do 493.